# Synema opulentum birmanicum
Synema opulentum là một phân loài nhện trong họ Thomisidae.
Loài này thuộc chi Synema. Synema opulentum birmanicum được Tord Tamerlan Teodor Thorell miêu tả năm 1887.